# Centro euro-Mediterraneo sui Cambiamenti Climatici
Le Centro euro-Mediterraneo sui Cambiamenti Climatici (que l'on peut traduire en français par « Centre euro-méditerranéen sur le changement climatique »), ou CMCC, est un centre de recherche interdisciplinaire italien consacré aux sciences du climat et en particulier au réchauffement climatique.
Il est fondé en 2005, sous la forme d'une fondation, par les ministères de la Recherche, de l'Environnement et des Politiques agricoles, alimentaires et forestières, pour centraliser l'expertise scientifique climatique en Italie. En 2023, environ 260 personnes y travaillent, à son siège, à Lecce, dans les Pouilles, ou dans ses antennes.
Le CMCC travaille notamment sur la variabilité climatique et les impacts du réchauffement climatique ; il s'intéresse en particulier à la région méditerranéenne. Le CMCC accueille le point focal de l'Italie pour le GIEC,.